# Marcus Lewis (cestista 1992)
Anthony Marcus Lewis (Streamwood, 16 febbraio 1992) è un cestista statunitense.